# Lacanobia minuscula
Lacanobia minuscula är en fjärilsart som beskrevs av Abel Dufrane 1932. Lacanobia minuscula ingår i släktet Lacanobia och familjen nattflyn. Inga underarter finns listade i Catalogue of Life.